# Élections à Nîmes
Cet article recense les résultats de l'ensemble des élections et référendums ayant eu lieu dans la commune de Nîmes (Gard).

## Élections municipales

### Élection municipale de 2020
| composition du conseil municipal de Nîmes après les élections municipales de 2020 |                          |                                              |              |              |             |             |        |        |
| Tête de liste                                                                     | Tête de liste            | Liste                                        | Premier tour | Premier tour | Second tour | Second tour | Sièges | Sièges |
| Tête de liste                                                                     | Tête de liste            | Liste                                        | Voix         | %            | Voix        | %           | CM     | NM     |
|                                                                                   | Jean-Paul Fournier       | LR                                           | 9 626        | 34,35        | 11 703      | 41,96       | 42     | 37     |
| Choisissons Nîmes                                                                 |                          |                                              | 9 626        | 34,35        | 11 703      | 41,96       | 42     | 37     |
|                                                                                   | Vincent Bouget           | PCF - G.s - E! - LFI diss. - PS - EELV - PRG | 4 395        | 15,68        | 7 384       | 26,47       | 8      | 7      |
| Nîmes citoyenne à gauche                                                          |                          |                                              | 4 395        | 15,68        | 7 384       | 26,47       | 8      | 7      |
|                                                                                   | Yvan Lachaud             | LREM - MoDem - UDI                           | 4 410        | 15,73        | 5 195       | 18,62       | 5      | 5      |
| Nîmes en mieux !                                                                  |                          |                                              | 4 410        | 15,73        | 5 195       | 18,62       | 5      | 5      |
|                                                                                   | Daniel Richard           | EELV - PS - LFI - PRG puis SE                | 3 417        | 12,19        | 5 195       | 18,62       | 5      | 5      |
| Nîmes, une ville nommée désir Daniel Richard L'écologie pour tous                 |                          |                                              | 3 417        | 12,19        | 5 195       | 18,62       | 5      | 5      |
|                                                                                   | Yoann Gillet             | RN - LDP                                     | 4 019        | 14,34        | 3 605       | 12,92       | 4      | 3      |
| Le courage d'agir !                                                               |                          |                                              | 4 019        | 14,34        | 3 605       | 12,92       | 4      | 3      |
|                                                                                   | David Tebib              | LREM diss. - PS diss.                        | 1 511        | 5,39         |             |             | 0      | 0      |
| Nîmes ensemble                                                                    |                          |                                              | 1 511        | 5,39         |             |             | 0      | 0      |
|                                                                                   | Stéphane Gilli           | PA                                           | 644          | 2,29         | 0           | 0           |        |        |
| À Nîmes ma liste c'est le Parti animaliste                                        |                          |                                              | 644          | 2,29         | 0           | 0           |        |        |
|                                                                                   |                          |                                              |              |              |             |             |        |        |
| Votes valides                                                                     | Votes valides            | Votes valides                                | 28 019       | 97,93        | 27 887      | 97,59       |        |        |
| Votes blancs                                                                      | Votes blancs             | Votes blancs                                 | 267          | 0,93         | 377         | 1,32        |        |        |
| Votes nuls                                                                        | Votes nuls               | Votes nuls                                   | 324          | 1,13         | 312         | 1,09        |        |        |
| Total                                                                             | Total                    | Total                                        | 28 610       | 100          | 28 576      | 100         | 59     | 52     |
| Abstention                                                                        | Abstention               | Abstention                                   | 59 642       | 67,58        | 59 803      | 67,67       |        |        |
| Inscrits / participation                                                          | Inscrits / participation | Inscrits / participation                     | 88 252       | 32,42        | 88 379      | 32,33       |        |        |

### Élection municipale de 2014
| Tête de liste                               | Tête de liste        | Liste          | Premier tour | Premier tour | Second tour | Second tour | Sièges |
| Tête de liste                               | Tête de liste        | Liste          | Voix         | %            | Voix        | %           | Sièges |
| ------------------------------------------- | -------------------- | -------------- | ------------ | ------------ | ----------- | ----------- | ------ |
|                                             | Jean-Paul Fournier * | DVD            | 17 491       | 37,18        | 22 491      | 46,80       | 41     |
| Passionnément nîmois                        |                      |                | 17 491       | 37,18        | 22 491      | 46,80       | 41     |
|                                             | Yoann Gillet         | FN             | 10 241       | 21,77        | 11 734      | 24,42       | 7      |
| Nîmes, ville française !                    |                      |                | 10 241       | 21,77        | 11 734      | 24,42       | 7      |
|                                             | Françoise Dumas      | PS-PRG         | 6 929        | 14,73        | 6 699       | 13,94       | 3      |
| Nîmes capitale                              |                      |                | 6 929        | 14,73        | 6 699       | 13,94       | 3      |
|                                             | Sylvette Fayet       | FG-EELV        | 5 664        | 12,04        | 7 130       | 14,84       | 4      |
| Vivons Nîmes ensemble                       |                      |                | 5 664        | 12,04        | 7 130       | 14,84       | 4      |
|                                             | Jean-Paul Boré       | PCF diss.      | 4 340        | 9,23         |             |             |        |
| Tous pour Nîmes avec Jean-Paul Boré         |                      |                | 4 340        | 9,23         |             |             |        |
|                                             | Éric Firoud          | SE             | 1 377        | 2,93         |             |             |        |
| Nîmes en avant !                            |                      |                | 1 377        | 2,93         |             |             |        |
|                                             | Jean-Louis Wolber    | SE             | 627          | 1,33         |             |             |        |
| Agir pour Nîmes                             |                      |                | 627          | 1,33         |             |             |        |
|                                             | Élizabeth Pascal     | DVD            | 368          | 0,78         |             |             |        |
| Tous nîmois tous ensemble Nîmes notre ville |                      |                | 368          | 0,78         |             |             |        |
|                                             |                      |                |              |              |             |             |        |
| Inscrits                                    | Inscrits             | Inscrits       | 85 991       | 100,00       | 86 019      | 100,00      |        |
| Abstentions                                 | Abstentions          | Abstentions    | 37 460       | 43,56        | 35 847      | 41,67       |        |
| Votants                                     | Votants              | Votants        | 48 531       | 56,44        | 50 172      | 58,33       |        |
| Blancs et nuls                              | Blancs et nuls       | Blancs et nuls | 1 494        | 3,08         | 2 118       | 2,46        |        |
| Exprimés                                    | Exprimés             | Exprimés       | 47 037       | 96,92        | 48 054      | 55,86       |        |
| * Liste du maire sortant                    |                      |                |              |              |             |             |        |

### Élection municipale de 2008
| Tête de liste  | Tête de liste        | Liste          | Premier tour | Premier tour | Second tour | Second tour | Sièges |
| Tête de liste  | Tête de liste        | Liste          | Voix         | %            | Voix        | %           | Sièges |
| -------------- | -------------------- | -------------- | ------------ | ------------ | ----------- | ----------- | ------ |
|                | Jean-Paul Fournier   | UMP            | 18 165       | 38,78        | 26 896      | 54,31       | 43     |
|                | Alain Clary          | PCF            | 9 946        | 21,78        | 22 630      | 45,69       | 12     |
|                | Bernard Casaurang    | PS             | 6 243        | 13,67        | 22 630      | 45,69       | 12     |
|                | Philippe Berta       | MoDem          | 3 983        | 8,72         |             |             |        |
|                | Lucien Ruty          | FN             | 3 220        | 7,05         |             |             |        |
|                | Silvain Pastor       | Les Verts      | 1 830        | 4,01         |             |             |        |
|                | Jean-François Detrie | DVG            | 999          | 2,19         |             |             |        |
|                | Kristine Charmasson  | LCR-LA         | 1 279        | 2,80         |             |             |        |
|                |                      |                |              |              |             |             |        |
| Inscrits       | Inscrits             | Inscrits       | 85 110       | 100,00       | 85 087      | 100,00      |        |
| Abstentions    | Abstentions          | Abstentions    | 38 139       | 44,91        | 33 386      | 39,24       |        |
| Votants        | Votants              | Votants        | 46 971       | 55,19        | 51 701      | 60,76       |        |
| Blancs et nuls | Blancs et nuls       | Blancs et nuls | 1 306        | 2,78         | 2 175       | 4,21        |        |
| Exprimés       | Exprimés             | Exprimés       | 45 665       | 97,22        | 49 526      | 95,79       |        |

## Élections présidentielles

### Élection présidentielle de 1988
| Candidat | Candidat            | 1er tour | 1er tour | 2e tour | 2e tour  |
| Candidat | Candidat            | Nîmes    | National | Nîmes   | National |
| -------- | ------------------- | -------- | -------- | ------- | -------- |
|          | François Mitterrand | 27,27 %  | 34,11 %  | 50,94 % | 54,02 %  |
|          | Jean-Marie Le Pen   | 21,45 %  | 14,38 %  |         |          |
| ,        | Raymond Barre       | 15,77 %  | 16,54 %  |         |          |
|          | Jacques Chirac      | 16,69 %  | 19,96 %  | 49,06 % | 45,98 %  |
|          | André Lajoinie      | 10,95 %  | 6,76 %   |         |          |
|          | Antoine Waechter    | 3,06 %   | 3,78 %   |         |          |
|          | Pierre Juquin       | 3,18 %   | 2,10 %   |         |          |
|          | Arlette Laguiller   | 1,28 %   | 1,99 %   |         |          |
|          | Pierre Boussel      | 0,36 %   | 0,38 %   |         |          |
|          |                     |          |          |         |          |
| Votants  | Votants             | 79,72 %  | 81,35 %  | 82,54 % | 84,06 %  |

### Élection présidentielle de 1995
| Candidat | Candidat             | 1er tour | 1er tour | 2e tour | 2e tour  |
| Candidat | Candidat             | Nîmes    | National | Nîmes   | National |
| -------- | -------------------- | -------- | -------- | ------- | -------- |
|          | Lionel Jospin        | 21,23 %  | 23,30 %  | 45,54 % | 47,36 %  |
|          | Jean-Marie Le Pen    | 20,01    | 15,00 %  |         |          |
|          | Édouard Balladur     | 18,48 %  | 18,58 %  |         |          |
|          | Jacques Chirac       | 17,10 %  | 20,84 %  | 54,46 % | 52,64 %  |
|          | Robert Hue           | 11,24 %  | 8,64 %   |         |          |
|          | Arlette Laguiller    | 4,86 %   | 5,30 %   |         |          |
|          | Philippe de Villiers | 3,83 %   |          |         |          |
|          | Dominique Voynet     | 3,03 %   | 3,32 %   |         |          |
|          | Jacques Cheminade    | 0,22 %   |          |         |          |
|          |                      |          |          |         |          |
| Votants  | Votants              | 76,72 %  | 78,38 %  | 78,25 % | 79,66 %  |

### Élection présidentielle de 2002
| Candidat | Candidat                | 1er tour | 1er tour | 2e tour | 2e tour  |
| Candidat | Candidat                | Nîmes    | National | Nîmes   | National |
| -------- | ----------------------- | -------- | -------- | ------- | -------- |
|          | Jean-Marie Le Pen       | 23,52 %  | 16,86 %  | 24,40 % | 17,79 %  |
|          | Jacques Chirac          | 17,57 %  | 19,88 %  | 75,60 % | 82,21 %  |
|          | Lionel Jospin           | 14,74 %  | 16,18 %  |         |          |
|          | François Bayrou         | 7,40 %   | 6,84 %   |         |          |
|          | Jean-Pierre Chevènement | 5,82 %   | 5,33 %   |         |          |
|          | Robert Hue              | 5,26 %   | 3,37 %   |         |          |
|          | Noël Mamère             | 4,92 %   | 5,25 %   |         |          |
|          | Arlette Laguiller       | 3,99 %   | 5,72 %   |         |          |
|          | Alain Madelin           | 3,91 %   | 3,91 %   |         |          |
|          | Olivier Besancenot      | 3,50 %   | 4,25 %   |         |          |
|          | Bruno Mégret            | 2,84 %   | 2,34 %   |         |          |
|          | Christiane Taubira      | 1,84 %   | 2,32 %   |         |          |
|          | Jean Saint-Josse        | 1,75 %   | 4,23 %   |         |          |
|          | Corinne Lepage          | 1,51 %   | 1,88 %   |         |          |
|          | Christine Boutin        | 1,06 %   | 1,19 %   |         |          |
|          | Daniel Gluckstein       | 0,37 %   | 0,47 %   |         |          |
|          |                         |          |          |         |          |
| Votants  | Votants                 | 67,53 %  | 71,60 %  | 76,71 % | 79,71 %  |

### Élection présidentielle de 2007
| Candidat | Candidat             | 1er tour | 1er tour | 2e tour | 2e tour  |
| Candidat | Candidat             | Nîmes    | National | Nîmes   | National |
| -------- | -------------------- | -------- | -------- | ------- | -------- |
|          | Nicolas Sarkozy      | 32,31 %  | 31,18 %  | 54,50 % | 53,06 %  |
|          | Ségolène Royal       | 25,92 %  | 25,87 %  | 45,50 % | 46,94 %  |
|          | François Bayrou      | 16,78 %  | 18,57 %  |         |          |
|          | Jean-Marie Le Pen    | 12,35 %  | 10,44 %  |         |          |
|          | Olivier Besancenot   | 3,45 %   | 4,08 %   |         |          |
|          | Marie-George Buffet  | 2,78 %   | 1,93 %   |         |          |
|          | Philippe de Villiers | 1,73 %   | 2,23 %   |         |          |
|          | José Bové            | 1,62 %   | 1,32 %   |         |          |
|          | Dominique Voynet     | 1,40 %   | 1,57 %   |         |          |
|          | Arlette Laguiller    | 0,84 %   | 1,33 %   |         |          |
|          | Frédéric Nihous      | 0,49 %   | 1,15 %   |         |          |
|          | Gérard Schivardi     | 0,35 %   | 0,34 %   |         |          |
|          |                      |          |          |         |          |
| Votants  | Votants              | 83,21 %  | 83,77 %  | 83,61 % | 83,97 %  |

### Élection présidentielle de 2012
| Candidat | Candidat              | 1er tour | 1er tour | 2e tour | 2e tour  |
| Candidat | Candidat              | Nîmes    | National | Nîmes   | National |
| -------- | --------------------- | -------- | -------- | ------- | -------- |
|          | François Hollande     | 27,15 %  | 28,63 %  | 51,14 % | 51,64 %  |
|          | Nicolas Sarkozy       | 26,86 %  | 27,18 %  | 48,86 % | 48,36 %  |
|          | Marine Le Pen         | 20,61 %  | 17,90 %  |         |          |
|          | Jean-Luc Mélenchon    | 13,38 %  | 11,10 %  |         |          |
|          | François Bayrou       | 7,08 %   | 9,13 %   |         |          |
|          | Eva Joly              | 2,35 %   | 2,31 %   |         |          |
|          | Nicolas Dupont-Aignan | 1,23 %   | 1,79 %   |         |          |
|          | Philippe Poutou       | 0,85 %   | 1,15 %   |         |          |
|          | Nathalie Arthaud      | 0,30 %   | 0,56 %   |         |          |
|          | Jacques Cheminade     | 0,20 %   | 0,25 %   |         |          |
|          |                       |          |          |         |          |
| Votants  | Votants               | 78,57 %  | 79,48 %  | 79,53 % | 80,35 %  |

### Élection présidentielle de 2017
| Candidat | Candidat              | 1er tour | 1er tour | 2e tour | 2e tour  |
| Candidat | Candidat              | Nîmes    | National | Nîmes   | National |
| -------- | --------------------- | -------- | -------- | ------- | -------- |
|          | Jean-Luc Mélenchon    | 23,99 %  | 19,58 %  |         |          |
|          | Marine Le Pen         | 21,56 %  | 21,30 %  | 34,72 % | 33,90 %  |
|          | Emmanuel Macron       | 21,31 %  | 24,01 %  | 65,28 % | 66,10 %  |
|          | François Fillon       | 20,32 %  | 20,01 %  |         |          |
|          | Benoît Hamon          | 6,07 %   | 6,36 %   |         |          |
|          | Nicolas Dupont-Aignan | 3,26 %   | 4,70 %   |         |          |
|          | François Asselineau   | 1,09 %   | 0,92 %   |         |          |
|          | Jean Lassalle         | 0,97 %   | 1,21 %   |         |          |
|          | Philippe Poutou       | 0,87 %   | 1,09 %   |         |          |
|          | Nathalie Arthaud      | 0,40 %   | 0,64 %   |         |          |
|          | Jacques Cheminade     | 0,16 %   | 0,18 %   |         |          |
|          |                       |          |          |         |          |
| Votants  | Votants               | 74,51 %  | 77,77 %  | 70,08 % | 74,56 %  |

## Élections européennes

### Élections européennes de 2009
| Parti         | Parti                                                        | Voix          | %     |
| ------------- | ------------------------------------------------------------ | ------------- | ----- |
|               | Union pour un mouvement populaire-Le Nouveau centre          | 9 528         | 31,50 |
|               | Europe Écologie                                              | 5 068         | 16,76 |
|               | Parti socialiste                                             | 3 731         | 12,34 |
|               | Front de gauche                                              | 3 158         | 10,44 |
|               | Mouvement démocrate                                          | 2 441         | 8,07  |
|               | Front national                                               | 2 276         | 7,53  |
|               | Nouveau Parti anticapitaliste                                | 1 395         | 4,61  |
|               | Alliance écologiste indépendante                             | 1 025         | 3,39  |
|               | Chasse, pêche, nature et traditions-Mouvement pour la France | 711           | 2,35  |
|               | Debout la République                                         | 381           | 1,26  |
| Autres        | Autres                                                       | 5 586         | 1,75  |
|               |                                                              |               |       |
| Participation | Participation                                                | Participation | 63,64 |

### Élections européennes de 2014
| Parti         | Parti                                                      | Voix          | %     |
| ------------- | ---------------------------------------------------------- | ------------- | ----- |
|               | Front national - Rassemblement bleu Marine                 | 9 013         | 26,16 |
|               | Union pour un mouvement populaire                          | 8 026         | 23,30 |
|               | Parti radical de gauche - Parti socialiste                 | 3 999         | 11,61 |
|               | Europe Écologie Les Verts                                  | 3 710         | 10,77 |
|               | Front de gauche                                            | 3 395         | 9,86  |
|               | Union des démocrates et indépendants - Mouvement démocrate | 2 579         | 7,49  |
|               | Debout la République                                       | 907           | 2,63  |
|               | Nouvelle Donne                                             | 884           | 2,57  |
| Autres        | Autres                                                     | 2787          | 5,61  |
|               |                                                            |               |       |
| Participation | Participation                                              | Participation | 41,47 |